# Hosokawa Karoku
Hosokawa Karoku (japanisch 細川 嘉六; geboren 27. September 1888 in Tomari, Präfektur Toyama; gestorben 2. Dezember 1962) war ein japanischer Journalist.

## Leben und Wirken
Hosokawa Karoku besuchte die Universität Tokio und nahm Arbeit auf im „Ohara Institute for Social Research“ (大原社会問題研究所, Ōhara shakai mondai kenkyūjo). Dort sind seine Arbeiten zu den Reispreis-Unruhen und Studien zu den Problemen der Auswanderer erhalten geblieben. 1942 wurde sein Artikel „Sekaishi no dōkō to Nihon“ (世界史の動向と日本) – „Die Entwicklung der Weltgeschichte und Japan“ in der Zeitschrift „Kaizō“ (改造)  von der Presseabteilung der Armee als kommunistische Propaganda eingestuft und unterdrückt. Das war der Beginn des „Yokohama-Vorfalls“. Er wurde festgenommen und verbrachte die Zeit bis zum Kriegsende im Gefängnis.
Nach dem Zweiten Weltkrieg kandidierte Hosokawa bei den Parlamentswahlen 1947 und 1950 für die Kommunistische Partei Japans und wurde jeweils gewählt. Er hielt dann aber eine Rede, in der er den amerikanischen Imperialismus kritisierte, und wurde 1951 unter dem Druck von MacArthur nicht nur zum Rücktritt gezwungen. sondern von allen öffentlichen Ämtern ausgeschlossen. Er kandidierte danach wieder für den Reichstag, wurde aber nicht gewählt.
Hosokawa setzte sich für gute Japanisch-chinesische Beziehungen ein und versuchte die Beziehungen zu glätten, als es zum „Flaggenvorfall“ kam. Im selben Jahr wurde er stellvertretender Leiter einer Delegation nach China (Leiter war der Sozialist Kazami Akira (風見 章; 1886–1961)), die sich In Peking bei der chinesischen Regierung für den japanischen Angriffskrieg entschuldigte.
Hosokawa malte gerne Bild des japanischen Fabelwesens „Kappa“ und wurde daher „Alter Herr Kappa“ genannt.